# 屈沃
屈沃（法語：Cuves，法語發音：[kyv]）是法国芒什省的一个市镇，属于阿夫朗什区。

## 地理
屈沃（48°43'8"N, 1°6'19"W）面积9.69 平方千米，位于法国诺曼底大区芒什省，该省份为法国西北部沿海省份，西、北、东北三面环大西洋，东起顺时针与卡爾瓦多斯省、奧恩省、马耶讷省和伊勒-维莱讷省接壤。
与屈沃接壤的市镇（或旧市镇、城区）包括：莱克雷奈、勒梅尼勒阿德莱、勒梅尼勒吉尔贝、圣洛朗德屈沃、圣普瓦。

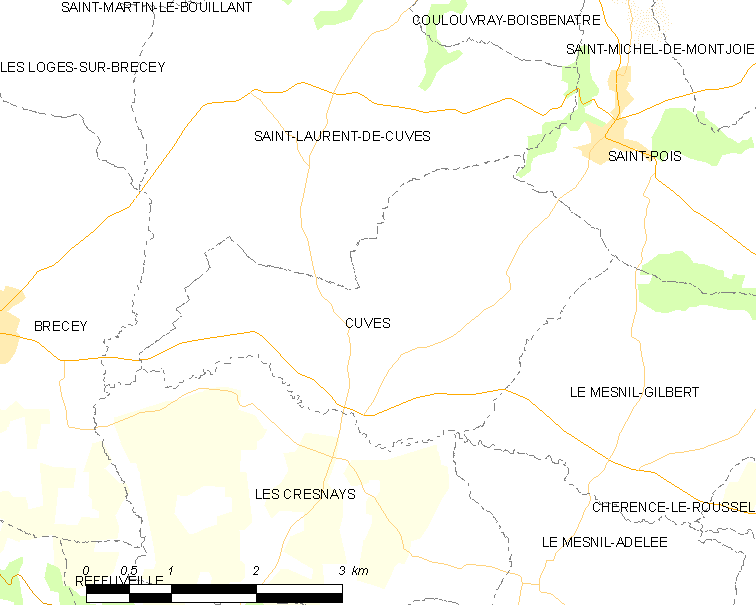
屈沃的OSM定位图

屈沃的时区为UTC+01:00、UTC+02:00（夏令时）。

## 行政
屈沃的邮政编码为50670，INSEE市镇编码为50158。

## 政治
屈沃所属的省级选区为伊西尼-勒比阿县。

## 人口

1962-2008年间屈沃人口变化图示

屈沃于2022年1月1日时的人口数量为263人。